# Álvaro Robredo
Robredo  Crespo est un nom espagnol. Le premier nom de famille, en général paternel, est Robredo ; le second, en général maternel, souvent omis, est Crespo.
Álvaro Robredo Crespo (né le 3 avril 1994 à Ezcaray) est un coureur cycliste espagnol, membre de l'équipe  Ciclismo Riojano-VegaBike.

## Biographie
Álvaro Robredo passe professionnel en 2014 au sein de l'équipe continentale Burgos-BH, après avoir refusé une première offre de leur part l'année précédente. Il commence sous ses nouvelles au Challenge de Majorque. Malgré une difficile saison 2015, il renouvelle le contrat qui le lie à son employeur en fin d'année.
Au cours de l'année 2016, il obtient son meilleur classement sur une épreuve européenne au Circuit de Getxo, qu'il termine à la trentième place. De nouveau prolongé en 2017, il entame ainsi sa quatrième saison parmi les rangs professionnels.
Fin 2019, il décide de suspendre temporairement sa carrière après six ans au sein de l'équipe Burgos-BH. Il annonce qu'il reprend l'entreprise familiale. Il reprend une licence chez les amateurs en 2021 au club Ciclismo Riojano-VegaBike.